# Carl Henning Wijkmark
Carl Henning Wijkmark (Estocolmo, 21 de noviembre de 1934-Ibidem, 4 de septiembre de 2020) fue un autor, traductor y crítico literario sueco.  

## Biografía
Hijo de padres docentes (su padre era doctor en teología Henning Wijkmark y su madre fue maestra), Wijkmark completó en 1957 los estudios de Filosofía en la Universidad de Lund. Diez años después, presentó su tesis doctoral (sobre el simbolismo en la obra del poeta sueco Vilhelm Ekelund) en la Universidad de Estocolmo. En los años sucesivos, se dedicó principalmente a la enseñanza. En 1972, publicó su debut literario Los cazadores de Carinhall (Jägarna på Karinhall). Se trata de una novela histórica que retrata en clave de humor y grotesco la escabrosa vida privada de Hermann Göring y otras figuras prominentes del partido nazi. 
Vivió y trabajó durante largos períodos en Francia y Alemania. Publicó, además, innumerables estudios sobre la producción literaria de dichos países y tradujo obras de Nietzsche, Benjamin y Lautréamont, entre otros. 
Falleció el 4 de septiembre de 2020.

## Libros
- 1972, Los cazadores de Carinhall
- 2002, The black Wall.[3]
- 2007, Noche impresionante, Premio Agosto.[3]